# George Cukor
George Dewey Cukor (Nova York, 7 de juliol de 1899 - Los Angeles, 24 de gener de 1983) fou un director de cinema estatunidenc. Sobretot especialitzat en les comèdies, posseïa el talent de fer sortir el millor dels actors que dirigia i sobretot de les actrius. Així, sota la seva direcció, vint-i-un actors diferents van obtenir nomenaments als Oscars.
La seva carrera va florir a RKO quan David O. Selznick, el responsable de producció de l'estudi, va designar Cukor per a dirigir diverses de les pel·lícules més importants de RKO, inclosa What Price Hollywood? (1932), A Bill of Divorcement (1932), Our Betters (1933) i Donetes (Little Women) (1933). Quan, el 1933, Selznick es va traslladar a MGM, Cukor el va seguir i va dirigir El sopar és a les vuit (1933) i David Copperfield (1935) per a Selznick i Romeo and Juliet (1936) i Camille (1936) per a Irving Thalberg.
Va ser substituït com a director de Allò que el vent s'endugué (1939), però poc després va dirigir The Philadelphia Story (1940), Gaslight (1944), Adam's Rib (1949), Born Yesterday (1950), A Star Is Born (1954), Bhowani Junction (1956), i guanyà el premi Oscar al millor director per My Fair Lady (1964). Va continuar treballant fins als anys vuitanta. El 2019, la pel·lícula de Cukor   Gaslight va ser seleccionada per la Biblioteca del Congrés per a la seva conservació al Registre Nacional de Cinema per ser "cultural, històricament, o estèticament significativa".

## Biografia

### Primers anys
Cukor va néixer al Lower East Side, a Manhattan, Nova York. Era fill d'immigrants hongaresos jueus. La família no era especialment religiosa (el porc era un aliment bàsic a taula), i quan va començar a assistir al temple de nen, Cukor va aprendre fonèticament l'hebreu, sense entendre realment el significat de les paraules ni el que representaven. Com a resultat, va ser ambivalent en la seva fe i en la seva retirada de les tradicions del món antic des de la infància, i com a adult va abraçar una anglofília per allunyar-se encara més de les seves arrels.
De petit, Cukor va aparèixer en diverses obres de teatre amateur i va prendre classes de dansa, i als set anys va actuar en un recital amb David O. Selznick, que en els anys posteriors es va convertir en mentor seu i amic. D'adolescent, mentre estudiava a l'institut, li atreia tant el teatre que se saltava classes per assistir a sessions teatrals a la tarda; va participar en diferents muntatges com a actor.

### Chicago i Broadway
Després de la seva graduació en la De Witt Clinton High School, va estudiar durant un any a la Students Army Training Corp. Després, va trobar feina com a tècnic en una companyia de teatre de Chicago, ocupació que va mantenir durant tres anys. Va treballar en un musical itinerant, The Better 'Ole. Després d'aquesta etapa de formació, el 1920, Cukor es va atrevir a crear la seva pròpia companyia teatral a Rochester (Nova York). La companyia va funcionar bé durant set anys i li va permetre fer el salt a Broadway. El 1925 va formar la C.F. i Z. Production Company amb Walter Folmer i John Zwicki, que li van donar la seva primera oportunitat de dirigir.
El 1927, als seus vint-i-vuit anys, Cukor va començar a treballar a Broadway, la qual cosa li va permetre entrar en contacte amb grans actrius del moment com Ethel Barrymore o Jeanne Eagles. Durant els propers anys, Cukor va alternar la feina entre Rochester durant els mesos d'estiu i Broadway a l'hivern. El 1926, la seva direcció d'una adaptació escènica de El gran Gatsby d'Owen Davis va cridar l'atenció dels crítics de Nova York. El crític teatral Arthur Pollock escrigué al Brooklyn Eagle tot descrivint-la com una obra inusual d'un director menys conegut del que hauria de ser". Cukor va dirigir sis produccions més a Broadway abans de marxar cap a Hollywood el 1929.

### Arribada a Hollywood
En els inicis del cinema sonor, Hollywood va començar a contractar els professionals de Broadway i Cukor va ser un d'ells. El 1929, Cukor va començar a treballar per a Hollywood, col·laborant amb els directors que venien del cinema mut. El seu primer treball va ser com a director de diàlegs a la pel·lícula River of Romance de Richard Wallace per a la Paramount Pictures; s'encarregava del repartiment perquè es parlés amb un accent del sur acceptable. El 1930, va repetir com a director de diàlegs en la cèlebre All Quiet on the Western Front de Lewis Milestone. Aquest any va codirigir tres pel·lícules a Paramount i el seu sou setmanal va augmentar fins a 1500 dòlars.
Va codirigir diverses pel·lícules per la Paramount. El 1932 el van assignar per col·laborar a One Hour with You, una opereta amb Maurice Chevalier i Jeanette MacDonald, sota la direcció principal d'Ernst Lubitsch que va optar per concentrar-se en la producció de la pel·lícula. Al principi els dos directors van treballar bé junts, però poc després Lubitsch va començar a arribar al plató regularment, i aviat va començar a dirigir escenes amb el consentiment de Cukor. En acabar la pel·lícula, Lubitsch es va apropar al director general de la Paramount, B. P. Schulberg, i va amenaçar de marxar de l'estudi si el nom de Cukor apareixia en els crèdits. Quan Schulberg li va demanar que cooperés, Cukor va presentar una demanda. Finalment va acceptar per aparèixer com a sotsdirector i després va deixar la Paramount. David O. Selznick el contracta per a la RKO.

### Contracte amb la RKO

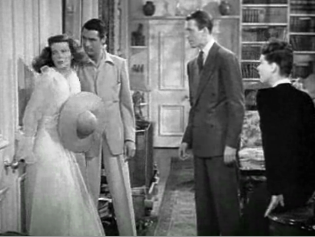
Escena d'uns dels grans èxits de Cukor, The Philadelphia Story

La fama arribaria a Cukor durant en aquest període, ja que les pel·lícules que va dirigir per a la RKO van obtenir èxit tant del públic com de la crítica. Cukor va arribar a crear un tipus de pel·lícula molt personal que va ser coneguda com a comèdia sofisticada, en les que la dona adquiria un caràcter fort, sexista i cruel amb la seva parella. Durant la seva carrera va dirigir molts actors i actrius que guanyaren el premi Oscar: James Stewart a The Philadelphia Story (1940), Ronald Colman a A Double Life (1947) i Rex Harrison a My Fair Lady (1964). I especialment, l'actriu Katharine Hepburn, que va debutar a A Bill of Divorcement (1932) amb una personalitat que tenia als responsables de la RKO desorientats per com utilitzar-la. Cukor la va dirigir en diverses pel·lícules, algunes d'èxit, com Donetes (1933) i Holiday (1938), i altres que fracassaren, com Sylvia Scarlett (1935). Cukor i Hepburn foren amics íntims.
El protagonisme que adquireixen els personatges femenins en l'univers de Cukor és la raó per la qual el director se l'ha definit com a director d'actrius, apel·latiu, que, en vida, no li feia massa gràcia. D'altra banda, encara que les seves pel·lícules guanyaven premis, la feina de Cukor, en els seus inicis, no va obtenir reconeixement. Se'l considerava un director eficaç però menor, ja que es creia que les seves pel·lícules obtenien bons resultats gràcies al fet que eren adaptacions de grans obres.

### Allò que el vent s'endugué

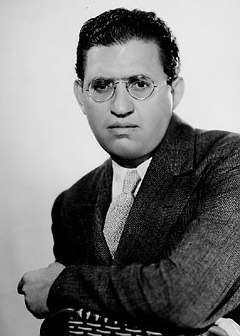
David. O. Selznick

Cukor va ser contractat per Selznick per dirigir Allò que el vent s'endugué ja des de 1936, fins i tot abans que es publiqués el llibre. Cukor va passar un any en les tasques de preproducció de la pel·lícula i, fins i tot, va arribar a provar diverses actrius per al paper de Scarlet. Volia a K. Hepburn, però Selznick, preocupat per la seva reputació de "verí per a la taquilla", no la volia sense una prova de pantalla, i l'actriu es va negar. Una segona opció era Paulette Goddard, però la seva relació suposadament il·lícita amb Charlie Chaplin (estaven, de fet, casats en secret) preocupava a Selznick. Cukor va dedicar moltes hores a entrenar a Vivien Leigh i a Olivia de Havilland abans de començar el rodatge. Clark Gable, es va resistir a millorar l'accent dels homes del sud.
Sembla que a Cukor li van molestar certs canvis de guió i s'ha comentat que a Clark Gable li incomodava l'oberta homosexualitat de Cukor; el director, encara que discret, mai va ocultar la seva sexualitat. Sembla que Gable se sentia incòmode amb Cukor al plató; l'escriptor Gore Vidal, en la seva autobiografia  Point to Point Navigation , relata que Gable va exigir que Cukor fos acomiadat. Però no apareix res d'això en les memòries de David O. Selznick indica, ni suggereix, que Clark Gable va tenir cap paper en la destitució de Cukor de la pel·lícula. Tenint en compte que Gable i Cukor havien treballat junts ja abans (el 1934, a Manhattan Melodrama si Gable posés objeccions a Cukor, no hagues firmat el seu contracte per a la pel·lícula. Alguns documents més aviat mostren la insatisfacció creixent de Selznick pel ritme lent en la producció i la qualitat del treball de Cukor. Quatre mesos abans de començar la filmació principal, Selznick va plantejar la idea de substituir-lo per Victor Fleming. L'amistat de Selznick amb Cukor s'havia deteriorat parcialment quan el director refusà altres projectes com A Star is Born (1937) i Intermezzo (1939). Finalment, va optar per canviar de director.

### Anys 40 i l'exèrcit
La destitució de Cukor de Wind el va alliberar per dirigir The Women (1939), que té un repartiment completament femení, seguit de The Philadelphia Story (1940). També va dirigir a Greta Garbo, una altra de les seves actrius preferides, a la Dona de dues cares (1941), la seva darrera pel·lícula abans de retirar-se de la pantalla. Amb Katharine Hepburn, que començà dirigint-la a A Bill of Divorcement (1932), treballarien junts en diverses pel·lícules com The Philadelphia Story amb Cary Grant i James Stewart, i una sèrie de comèdies de parella amb Spencer Tracy. Amb menys d'èxit, reuní Yves Montand i Marilyn Monroe en El multimilionari, dos anys abans de rodar l'inacabat Something's Got to Give, última aparició de Marilyn. L'únic Oscar que s'emporta en qualitat de director és per a My Fair Lady, el 1964, la seva segona comèdia musical després de A Star Is Born en la seva versió més coneguda (1954).
El 1942, als 43 anys, Cukor es va allistar a l'Exèrcit dels Estats Units, dins el Signal Corps. Va ser assignat als antics estudis Kaufman Astoria Studios de la Paramount, on havia dirigit tres pel·lícules a principis dels anys trenta. A ell se li va permetre allotjar-se al St. Regis Hotel de Manhattan. Al costat d'altres directors, Cukor va produir pel·lícules d'entrenament i formació per al personal de l'exèrcit. Com que no tenia el rang d'oficial, li era difícil donar ordres i indicacions als seus superiors. Malgrat els seus esforços –fins i tot va demanar a Frank Capra que intercedís en nom seu–, mai no va aconseguir la condició d'oficial durant els seus sis mesos de servei. Més endavant, Cukor va sospitar que la seva homosexualitat li va impedir rebre cap ascens, tot i que mai es van poder confirmar.
Durant els anys 40 i anys 50 foren d'èxits i fracassos per a Cukor. Tant Two-Faced Woman com Her Cardboard Lover (1942) van ser fallides comercials. Més èxit van tenir A Woman's Face (1941) amb Joan Crawford i Gaslight (1944) amb Ingrid Bergman i Charles Boyer. Durant aquesta època, Cukor va formar una aliança amb els guionistes Garson Kanin i Ruth Gordon, que es van conèixer a la casa de Cukor el 1939 i es van casar tres anys després. Al llarg de set anys, el trio va col·laborar en set pel·lícules, entre elles, A Double Life (1947) protagonitzada per Ronald Colman, Adam's Rib (1949), Born Yesterday (1950), The Marrying Kind (1952) i It Should Happen to You (1954), amb Judy Holliday, un altre actriu favorita de Cukor, que va obtenir l'Oscar a la millor actriu per Born Yesterday.

### Darreres pel·lícules i mort
El desembre de 1952, Sid Luft li va proposar la direcció del remake d'un musical, A Star is Born (1937) amb la seva dona, Judy Garland, en el paper principal. Cukor va declinar d'entrada perquè era massa semblant a What Price Hollywood? (1932); però l'oportunitat de dirigir la seva primera pel·lícula en technicolor, fer el seu primer musical, i treballar amb el guionista Moss Hart i, especialment, amb Garland el va convèncer i va acceptar. Per a l'actor principal va pensar en Cary Grant, Humphrey Bogart, Frank Sinatra i Stewart Granger, que van refusar per diferents motius; finalment va ser James Mason. Van haver-hi força problemes, especialment per la inestabilitat de Garland, amb problemes de dependència; cap al final, Cukor va abandonar la producció. En el metratge final la pel·lícula durà 154 minuts, amb la pèrdua de números musicals i escenes dramàtiques crucials; Cukor la va qualificar d'una pèrdua "molt dolorosa". Ell no va aparèixer entre les sis nominacions a l'Oscar de la pel·lícula.
Durant els següents anys, Cukor va dirigir un bon grapat de pel·lícules amb un èxit variable. Les Girls (1957) va guanyar el premi Golden Globe a la millor pel·lícula, i Wild Is the Wind,també del 1957, va obtenir nominacions a l'Oscar per a Anna Magnani i Anthony Quinn, però ni Heller a Pink Tights, ni Let's Make Love, totes dues del 1960, van ser èxits de taquilla. El rodatge de Something's Got to Give amb Marilyn Monroe fou complicat; després de 32 dies de rodatge, el director tenia només 7 minuts i mig de pel·lícula. Més endavant la producció es va aturar quan Cukor havia rodat totes les escenes que no involucraven a Monroe. L'executiu Peter Levathes la va acomiadar-la i va contractar a Lee Remick; això suposà que Dean Martin deixés la pel·lícula perquè el seu contracte garantia que actuaria amb Monroe. Poc després, Monroe aparegué morta i el projecte quedà aturat.
Dos anys després, Cukor va obtenir un dels seus majors èxits amb   My Fair Lady  (1964). Al llarg del rodatge hi va haver tensions creixents entre el director i el dissenyador Cecil Beaton, però Cukor es va emocionar amb la gran Audrey Hepburn, tot i que l'equip tècnic estava menys encantat amb les seves demandes com a diva. La pel·lícula va ser un èxit de taquilla i va guanyar l'Oscar al millor director entre altres premis; un reconeixement a les moltes nominacions anteriors. Després de My Fair Lady, Cukor va estar menys actiu. Va dirigir  Riques i famoses  (1981), la seva última pel·lícula, amb Jacqueline Bisset i Candice Bergen, als 82 anys. El 1976, Cukor va ser premiat amb el George Eastman Award, atorgat per George Eastman House per una contribució distingida a l'art del cinema.
Cukor va morir d'un atac de cor el 24 de gener de 1983 i va ser enterrat al cementiri Little Garden of Constancy, al Forest Lawn Memorial Park (Glendale), a Califòrnia. El 2013, The Film Society del Lincoln Center va presentar una visió retrospectiva completa de la seva obra titulada "The Discreet Charm of George Cukor" ("El discret encant de George Cukor").

## Filmografia
| Any  | Títol                                           | Estudis                                                     | Gènere       | Protagonistes                                                                              | Notes |
| ---- | ----------------------------------------------- | ----------------------------------------------------------- | ------------ | ------------------------------------------------------------------------------------------ | --- |
| 1930 | Grumpy                                          | Paramount Pictures                                          | Drama        | Cyril Maude                                                                                | Codirigida amb Cyril Gardner |
| 1930 | The Virtuous Sin                                | Paramount Pictures                                          | Drama        | Kay Francis, Walter Huston, Kenneth MacKenna                                               | Codirigida amb Louis J. Gasnier |
| 1930 | The Royal Family of Broadway                    | Paramount Pictures                                          | Comèdia      | Fredric March, Ina Claire                                                                  | Codirigida amb Cyril Gardner |
| 1931 | Tarnished Lady                                  | Paramount Pictures                                          | Drama        | Tallulah Bankhead, Clive Brook, Alexander Kirkland                                         | |
| 1931 | Girls About Town                                | Paramount Pictures                                          | Comèdia      | Kay Francis, Lilyan Tashman, Joel McCrea                                                   | |
| 1932 | One Hour With You                               | Paramount Pictures                                          | Musical      | Maurice Chevalier, Jeanette MacDonald                                                      | Va dirigir part de la pel·lícula, quan Ernst Lubitsch va emmalaltir i va ser acreditat com a director de diàleg                                                         |
| 1932 | Une heure près de toi                           | Paramount Pictures                                          | Musical      | Maurice Chevalier, Jeanette MacDonald                                                      | Versió francesa de One Hour With You / Codirigida amb Ernst Lubitsch |
| 1932 | El preu de Hollywood (What Price Hollywood?)    | RKO                                                         | Drama        | Constance Bennett, Lowell Sherman, Neil Hamilton                                           | |
| 1932 | A Bill of Divorcement                           | RKO                                                         | Drama        | John Barrymore, Billie Burke, Katharine Hepburn                                            | |
| 1932 | Rockabye                                        | RKO                                                         | Drama        | Constance Bennett, Joel McCrea, Paul Lukas                                                 | David O. Selznick va contractar amb Cukor dues setmanes després d'iniciar-se el rodatge de la pel·lícula inicial de George Fitzmaurice, que no complia les expectatives |
| 1932 | The Animal Kingdom                              | RKO                                                         | Drama        | Leslie Howard, Ann Harding, Myrna Loy                                                      | no surt als crèdits |
| 1933 | Our Betters                                     | RKO                                                         | Drama        | Constance Bennett                                                                          | |
| 1933 | El sopar és a les vuit (Dinner at Eight)        | MGM                                                         | Drama        | John Barrymore, Jean Harlow, Marie Dressler, Lionel Barrymore, Billie Burke, Wallace Beery | |
| 1933 | Little Women                                    | RKO                                                         | Drama        | Katharine Hepburn, Joan Bennett, Douglass Montgomery                                       | |
| 1934 | Manhattan Melodrama                             | MGM, Cosmopolitan Pictures                                  | Policíac     | Clark Gable, William Powell, Myrna Loy                                                     | Va dirigir escenes addicionals després de la producció |
| 1935 | David Copperfield                               | MGM                                                         | Drama        | Freddie Bartholomew, W.C. Fields, Lionel Barrymore                                         | |
| 1935 | No More Ladies                                  | MGM                                                         | Comèdia      | Joan Crawford, Robert Montgomery, Franchot Tone                                            | Va completar el film quan Edwarad H. Griffith va caure malalt |
| 1935 | La gran aventura de Sylvia (Sylvia Scarlett)    | RKO                                                         | Comèdia      | Katharine Hepburn, Cary Grant, Brian Aherne                                                | |
| 1936 | Romeo and Juliet                                | MGM                                                         | Romàntica    | Norma Shearer, Leslie Howard, John Barrymore, Basil Rathbone                               | |
| 1936 | Camille                                         | MGM                                                         | Romàntica    | Greta Garbo, Robert Taylor, Henry Daniell                                                  | |
| 1938 | I Met My Love Again                             | Walter Wanger Productions                                   | Romàntica    | Joan Bennett, Henry Fonda                                                                  | Va assistir a Joshua Logan en la direcció d'alguna part del film |
| 1938 | The Aventuress of Tom Sawyer                    | David O. Selznick                                           | Aventures    | Tommy Kelly, Jackie Moran                                                                  | |
| 1938 | Holiday                                         | Columbia                                                    | Drama        | Katharine Hepburn, Cary Grant                                                              | |
| 1939 | Zaza                                            | Paramount                                                   | Drama        | Claudette Colbert, Herbert Marshall                                                        | |
| 1939 | The Women                                       | MGM                                                         | Drama        | Norma Shearer, Joan Crawford, Rosalind Russell                                             | |
| 1939 | Allò que el vent s'endugué (Gone with the Wind) | David O. Selznick                                           | Drama        | Vivien Leigh, Clark Gable, Olivia de Havilland, Leslie Howard                              | Acomiadat en les primeres etapes de la producció, algunes de les seves escenes van romandre en la pel·lícula acabada                                                    |
| 1940 | Susan and God                                   | MGM                                                         | Comèdia      | Joan Crawford, Fredric March                                                               | |
| 1940 | The Philadelphia Story                          | MGM                                                         | Comèdia      | Katharine Hepburn, Cary Grant, James Stewart                                               | |
| 1941 | A Woman's Face                                  | MGM                                                         | Drama        | Joan Crawford, Melvyn Douglas, Conrad Veidt                                                | |
| 1941 | La dona de les dues cares (Two-Faced Woman)     | MGM                                                         | Comèdia      | Greta Garbo, Melvyn Douglas, Constance Bennett                                             | |
| 1942 | Her Cardboard Lover                             | MGM                                                         | Comèdia      | Norma Shearer, Robert Taylor, George Sanders                                               | |
| 1942 | Keeper of the Flame                             | MGM                                                         | Drama        | Spencer Tracy, Katharine Hepburn                                                           | |
| 1943 | Resistance and Ohm's Law                        | Army Signal Corps                                           |              |                                                                                            | Documental, curtmetratge |
| 1944 | Gaslight                                        | MGM                                                         | Drama        | Ingrid Bergman, Charles Boyer, Joseph Cotten                                               | |
| 1944 | Winged Victory                                  | 20th Century Fox                                            | Bèl·lica     |                                                                                            | |
| 1944 | I'll Be Seeing You                              | David O. Selznick                                           | Drama        | Ginger Rogers, Joseph Cotten, Shirley Temple                                               | Reemplaçà a William Dieterle durant la producció |
| 1947 | Desire Me                                       | MGM                                                         | Drama        | Greer Garson, Robert Mitchum                                                               | Va contribuir a la pel·lícula juntament amb altres 4 directors |
| 1947 | A Double Life                                   | Garson Kanin                                                | Cinema negre | Ronald Colman, Signe Hasso, Shelley Winters                                                | |
| 1949 | Edward, My Son                                  | MGM                                                         | Drama        | Spencer Tracy, Deborah Kerr                                                                | |
| 1949 | Adam's Rib                                      | Loew's                                                      | Comèdia      | Spencer Tracy, Katharine Hepburn, Judy Holliday                                            | |
| 1950 | A Life of Her Own                               | MGM                                                         | Drama        | Lana Turner, Ray Milland                                                                   | |
| 1950 | Nascuda ahir (Born Yesterday)                   | Columbia                                                    | Comèdia      | Judy Holliday, Broderick Crawford, William Holden                                          | |
| 1951 | The Model and the Marriage Broker               | 20th Century Fox                                            | Comèdia      | Thelma Ritter, Jeanne Crain, Scott Brady                                                   | |
| 1952 | The Marrying Kind                               | Columbia                                                    | Comèdia      | Judy Holliday, Aldo Ray                                                                    | |
| 1952 | La Pat i en Mike (Pat and Mike)                 | MGM                                                         | Comèdia      | Spencer Tracy, Katharine Hepburn, Aldo Ray                                                 | |
| 1953 | The Actress                                     | MGM                                                         | Comèdia      | Spencer Tracy, Teresa Wright, Jean Simmons                                                 | |
| 1954 | It Should Happen to You                         | Columbia                                                    | Comèdia      | Judy Holliday, Peter Lawford, Jack Lemmon                                                  | |
| 1954 | A Star Is Born                                  | Warner Bros., Transcona Enterprises                         | Drama        | Judy Garland, James Mason                                                                  | Parcialment perduda |
| 1956 | Destins encreuats (Bhowani Junction)            | MGM                                                         | Drama        | Ava Gardner, Stewart Granger                                                               | |
| 1957 | Les Girls                                       | MGM                                                         | Musical      | Gene Kelly, Mitzi Gaynor, Kay Kendall                                                      | |
| 1957 | Wild Is the Wind                                | Paramount Pictures                                          | Drama        | Anna Magnani, Anthony Quinn                                                                | |
| 1958 | Hot Spell                                       | Paramount Pictures                                          | Drama        | Shirley Booth, Anthony Quinn, Shirley Maclaine                                             | no surt als crèdits |
| 1960 | El pistoler de Cheyenne (Heller in Pink Tights) | Paramount Pictures                                          | Western      | Sophia Loren, Anthony Quinn, Steve Forrest                                                 | La pel·lícula final va ser desautoritzada per Cukor |
| 1960 | Cançó immortal (Song Without End)               | William Goetz                                               | Drama        | Dirk Bogarde, Capucine, Genevieve Page                                                     | Va acabar la pel·lícula, quan Charles Vidor va morir durant la producció                                                                                                |
| 1960 | El multimilionari (Let's Make Love)             | The Company of Aritsts                                      | Musical      | Marilyn Monroe, Yves Montand, Tony Randall                                                 | |
| 1962 | Something's Got to Give                         | 20th Century Fox                                            | Comèdia      | Marilyn Monroe, Dean Martin, Cyd Charisse                                                  | La pel·lícula va ser abandonat després de la mort de Monroe / es conserven 37 minuts de metratge                                                                        |
| 1962 | The Chapman Report                              | DFZ Productions                                             | Drama        | Shelley Winters, Jane Fonda, Claire Bloom, Glynis Johns                                    | |
| 1964 | My Fair Lady                                    | Warner Bros.                                                | Musical      | Audrey Hepburn, Rex Harrison                                                               | |
| 1969 | Justine                                         | 20th Century Fox                                            | Drama        | Michael York, Anouk Aimee, Dirk Bogarde                                                    | Substituït per Joseph Strick, poc després de començar la producció |
| 1972 | Viatges amb la meva tia (Travels with My Aunt)  | MGM                                                         | Comèdia      | Maggie Smith, Alec McCowen, Cindy Williams                                                 | |
| 1976 | The Blue Bird                                   | 20th Century Fox, Lenfilm, Tower International, Wenks Films | Drama        | Elizabeth Taylor, Jane Fonda, Ava Gardner                                                  | |
| 1981 | Riques i famoses (Rich and Famous)              | MGM, Jaquet                                                 | Drama        | Jacqueline Bisset, Candice Bergen                                                          | |

- Love Among the Ruins (1975)
- The Corn is Green (1979)